# 8832 Altenrath
8832 Altenrath è un asteroide della fascia principale. Scoperto nel 1989, presenta un'orbita caratterizzata da un semiasse maggiore pari a 2,5732113 UA e da un'eccentricità di 0,1234323, inclinata di 8,59654° rispetto all'eclittica.